# Hiszam Barakat
Hiszam Muhammad Zaki Barakat (ar. هشام محمد زكي بركات; ur. 21 listopada 1950, zm. 29 czerwca 2015 w Kairze) – egipski prawnik, prokurator generalny Egiptu w latach 2013-2015.

## Życiorys
Studia prawnicze ukończył z wyróżnieniem w 1973, po czym został zatrudniony w egipskiej prokuraturze. Następnie pracował jako sędzia w sądach I i II instancji. Orzekał m.in. w procesie uczestników zamieszek na stadionie w Port Saidzie.
W lipcu 2013, po wojskowym zamachu stanu, po którym władzę w Egipcie przejął gen. Abd al-Fattah as-Sisi, został zaprzysiężony na prokuratora generalnego Egiptu.
29 czerwca 2015 Barakat odniósł ciężkie rany w zamachu bombowym i zmarł tego samego dnia w szpitalu. Był najwyższym rangą urzędnikiem państwowym Egiptu związanym z rządem utworzonym po zamachu stanu w 2013, który zginął w zamachu terrorystycznym.
Był żonaty, miał trójkę dzieci.